# Takashi Sambonsuge
Takashi Sambonsuge (三本菅 崇 Sambonsuge Takashi?, nacido el 5 de junio de 1978 en Kanagawa) es un exfutbolista japonés. Jugaba de defensa y su último club fue el Arterivo Wakayama de Japón.

## Trayectoria

### Clubes
| Club                | País  | Año         |
| ------------------- | ----- | ----------- |
| Urawa Reds          | Japón | 1997 - 1999 |
| Mito HollyHock      | Japón | 2000        |
| Ventforet Kofu      | Japón | 2001        |
| FC Horikoshi        | Japón | 2002 - 2005 |
| Matsumoto Yamaga FC | Japón | 2005 - 2009 |
| Nara Club           | Japón | 2010 - 2012 |
| Arterivo Wakayama   | Japón | 2013 - 2016 |